# 朝鮮学校に対する公的助成の実現をめざす国会議員の会
朝鮮学校に対する公的助成の実現をめざす国会議員の会 （ちょうせんがっこうにたいするこうてきじょせいのじつげんをめざすこっかいぎいんのかい）とは、北朝鮮支持派の在日朝鮮人組織である在日本朝鮮人総聯合会（朝鮮総連）の指導下にあり、総連の「担い手の育成」のためにある朝鮮学校に対して、日本国による公的支援を要求する立憲民主党による国会議員組織。
2025年4月17日に参議院議員会館で、立憲民主党国会議員25人で結成された。メンバーは立憲民主党の徳永エリ参議院議員(北海道選挙区、泉G)、石橋通宏参議院議員(全国比例。情報労連の組織内議員。菅直人G&近藤G)、中川正春元衆議院議員(三重2区。無派閥)、しのだ奈保子(北海道第7区、日弁連の組織内議員)、近藤昭一(愛知3区。サンクチュアリ(近藤G)代表)、杉尾秀哉(長野県選挙区。菅直人G)、岸まきこ(全国比例。自治労の組織内議員。近藤G)、安藤じゅん子(千葉県第6区、連合千葉推薦)、まのさとし (岐阜県第5区。泉G）など。議員以外の関係者として、議員連盟オブザーバーとなった前川喜平(元文部科学事務次官)がいる。